# Moulin de la Ramée
Pour les articles homonymes, voir Ramée.
Le moulin de la Ramée est un moulin situé à Saint-Viaud, en France.

## Localisation
Le moulin est situé sur la commune de Saint-Viaud, dans le département de la Loire-Atlantique.

## Historique
Le monument est inscrit au titre des monuments historiques en 1979.